# 营盘山隧道
营盘山隧道，位于成昆铁路元攀段，跨越川滇二省的界山营盘山，左线全长17,891米，右线全长17,934米，为成昆铁路扩能改造工程的第二长隧。